# Abraham Lincoln Keister
Abraham Lincoln Keister (* 10. September 1852 in Upper Tyrone, Fayette County, Pennsylvania; † 26. Mai 1917 in Scottdale, Pennsylvania) war ein US-amerikanischer Politiker. Zwischen 1913 und 1917 vertrat er den Bundesstaat Pennsylvania im US-Repräsentantenhaus.

## Werdegang
Abraham Keister besuchte die öffentlichen Schulen seiner Heimat. Danach studierte er bis 1874 an der Otterbein University in Westerville (Ohio). Nach einem anschließenden Jurastudium und seiner 1878 erfolgten Zulassung als Rechtsanwalt begann er in Columbus in diesem Beruf zu arbeiten. Im Jahr 1882 kehrte er in das Fayette County in Pennsylvania zurück. Dort wurde er unter anderem in der Koksherstellung tätig. 1889 gründete er die First National Bank of Scottdale, deren Präsident er danach 28 Jahre lang war. Im Jahr 1901 gründete er auch die Scottdale Savings & Trust Co, mit der er bis zu seinem Tod verbunden blieb. Keister saß auch über 20 Jahre im Schulausschuss von Scottdale. Politisch wurde er Mitglied der Republikanischen Partei.
Bei den Kongresswahlen des Jahres 1912 wurde Keister im 22. Wahlbezirk von Pennsylvania in das US-Repräsentantenhaus in Washington, D.C. gewählt, wo er am 4. März 1913 die Nachfolge des Demokraten Curtis Hussey Gregg antrat. Nach einer Wiederwahl konnte er bis zum 3. März 1917 zwei Legislaturperioden im Kongress absolvieren. 1913 wurden der 16. und der 17. Verfassungszusatz ratifiziert. Im Jahr 1916 wurde Keister von seiner Partei nicht mehr zur Wiederwahl nominiert. Nach dem Ende seiner Zeit im US-Repräsentantenhaus setzte er seine früheren Tätigkeiten fort. Er starb am 26. Mai 1917 in Scottdale, wo er auch beigesetzt wurde.